# Міклошаній-Марі
Міклошаній-Марі (рум. Micloșanii Mari) — село у повіті Димбовіца в Румунії. Входить до складу комуни Малу-ку-Флорі.
Село розташоване на відстані 105 км на північний захід від Бухареста, 31 км на північний захід від Тирговіште, 145 км на північний схід від Крайови, 62 км на південний захід від Брашова.

## Населення
За даними перепису населення 2002 року у селі проживали 138 осіб, усі — румуни. Усі жителі села рідною мовою назвали румунську.